# برايان نيلسون (مترجم)
برايان نيلسون (بالإنجليزية: Brian Nelson)‏ هو مترجم بريطاني وأسترالي، ولد في 29 سبتمبر 1946.